# Congosto de Valdavia
Congosto de Valdavia – gmina w Hiszpanii, w prowincji Palencia, w Kastylii i León, o powierzchni 68,93 km². W 2011 roku gmina liczyła 187 mieszkańców.